# Tismomorpha vitripennis
Tismomorpha vitripennis är en bönsyrseart som beskrevs av Bolivar 1908. Tismomorpha vitripennis ingår i släktet Tismomorpha och familjen Mantidae. Inga underarter finns listade i Catalogue of Life.